# Austrocidaria venustatis
Austrocidaria venustatis là một loài bướm đêm trong họ Geometridae.